# Джасвант Сінґх
Джасвант Сінґх (*जसवंत सिंह, 26 грудня 1629 —28 грудня 1678) — магараджа Марвару в 1638–1678 роках, військовий діяч часів могольських падишахів Шах Джахана та Ауранґзеба.

## Життєпис
Походив з раджпутського клану Ратхор. Син впливового раджи Гадж Сінґха I. Про молоді роки немає відомостей. після смерті батька у 1638 році успадкував його трон. У 1640-х роках брав участь у військових походах проти Балха, Бадахшану, персів з Кандагару. під час останнього з походів у 1653 році затоваришував із старшим шах-заде Дара Шукохом. Завдяки цього у 1654 році отримав титул магараджи.
З початком у 1657 році боротьби за владу прийшов на допомогу дара Шукоху. Бився проти військ Ауранґзеба, Мурада та Мір Джумли біля Удджайна 5 квітня 1658 року. Проте саме його нерішучись в багато в чому призвела до поразки армії Дара Шукоха. Проте після відступити останнього Джасвант очолив ар'єргард, який допоміг шах-заде відступити. За це у 1658 році призначається субадаром (намісником) Мальви. Але війська раджпутів відступили до Марвару.
У 1659 році призначається субадаром Гуджарата. Тоді збирає армію та з'єднується з дара шукохом, який намагався все ж здолати Ауранґзеба. В цей час через Джай Сінґх I Качваха Ауранґзеб переманює Джасвант Сінґха на свій бік. Останній сприяв поразці дара Шукоха у вирішальній битві біля Аджмера 11 березня 1659 року. за це Джасванта залишили на посаді субадара Гуджарата.
У 1662 році спрямовується до війська Шаїста-хана, якому поручено було приборкати лідера маратхів Шиваджі. Тут Джасвант Сінґх не зміг себе проявити. Тому на деякий час відсторонений від управління військоми. Він повертається до рідного міста Джодхпура. У 1671 році знову призначається субадаром Гуджарата, а у 1672 році — субадаром в Джамруді. Під час своєї каденції у 1672—1675 роках брав участь у придушенні повстання афганських племен (афрідіїв та хаттаків). 
На своїй посаді він залишався до самої смерті у 1678 році, залишивши двох вагітних дружин. В результаті після його смерті народилися два хлопчика: один відразу помер, інший — Аджит — вижив. Проте цим станом скористався падишах Ауранґзеб, щоб захопити князівство Марвар.